# 阿尔高地区布格贝格
阿尔高地区布格贝格（德語：Burgberg im Allgäu，官方拼写为，發音：[ˈbʊʁkˌbɛʁk ʔɪm ˈʔalɡɔʏ]）是德国巴伐利亚州施瓦本行政区上阿尔高县的市镇，面积15.95平方千米，2023年12月31日人口为3,219人。